# Jacques Natteau

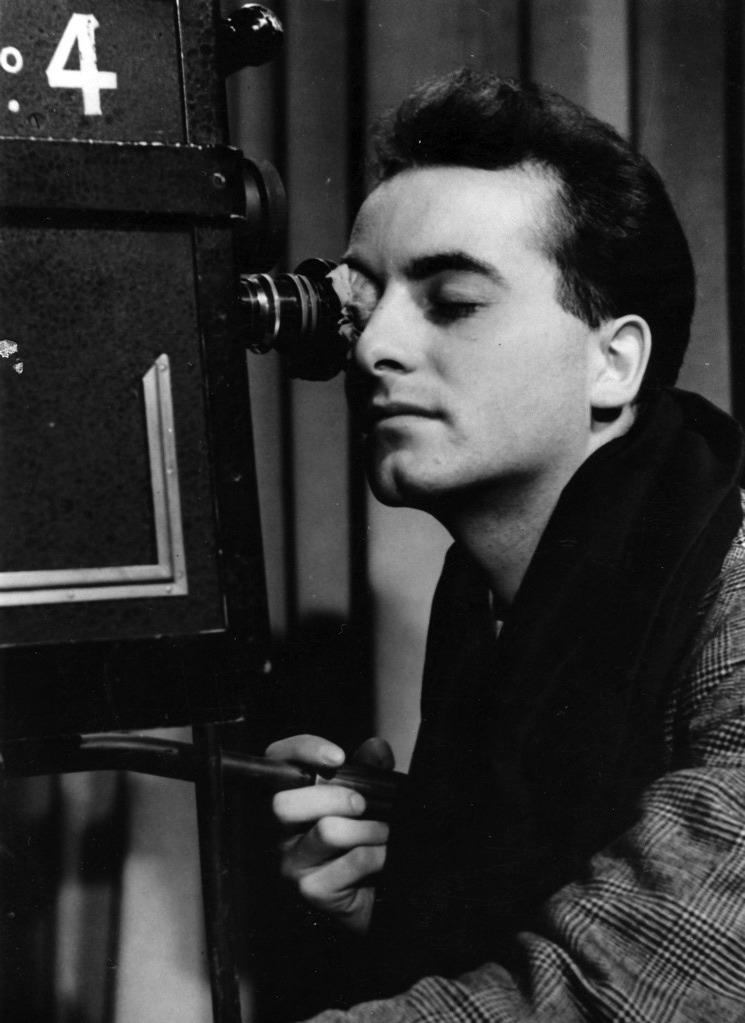
Jacques Natteau

Jacques Natteau (* 15. November 1920 in Konstantinopel (jetzt Istanbul); † 17. April 2007 in Lausanne) war ein französischer Kameramann.

## Leben
Natteau arbeitete sich über die Stationen Kameraassistent (wie bei Jean Renoirs Bestie Mensch) und Mitglied des Kamerateams (etwa bei Claude Autant-Laras Die rote Herberge) stetig nach oben und war ab Ende der 1940er Jahre als Chefkameramann verantwortlich. Mehrfach war er bei aufwändigen Literaturverfilmungen engagiert. Natteaus Arbeit war auch in der Folge bei Filmen geschätzt, in denen er Kostüme und Dekorationen effektvoll zur Geltung bringen konnte. Mehrfach arbeitete er für den Regisseur Jules Dassin. Zum Ende seiner Karriere war Natteau ausschließlich als Produzent tätig.

## Filmografie (Auswahl)
Kamera
- 1952: Die sieben Sünden (Les sept péchés capitaux) (Segment Pride)
- 1955: Die Blume der Nacht (Marguérite de la nuit)
- 1956: Zwei Mann, ein Schwein und die Nacht von Paris (La traversée de Paris)
- 1957: Der Mann, der sterben muß (Celui qui doit mourir)
- 1958: Die Elenden (Les misérables)
- 1958: Mit den Waffen einer Frau (En cas de malheur)
- 1958: Das Spiel war sein Fluch (Le joueur)
- 1958: Leben und lieben lassen (Drôle de dimanche)
- 1959: Die grüne Stute (La jument verte)
- 1960: Normandie – Njemen
- 1960: Sonntags… nie! (Pote tin kyriaki)
- 1960: Die Nacht der Liebenden (Le bois des amants)
- 1961: Das Bett des Königs (Vive Henri IV, vive l‘amour)
- 1961: Der Graf von Monte Christo (Le comte de Monte Cristo)
- 1962: Phaedra
- 1963: Der Mörder (Le meurtrier)
- 1963: Futter für süße Vögel (Du mouron pour les petits oiseaux)

Produktion
- 1968: Vögel sterben in Peru (Les oiseaux vont mourir au Pérou)